# Светлое (Херсонская область)
Светлое (укр. Світле) — село в Крестовской сельской общине Каховского района Херсонской области Украины.
Население по переписи 2001 года составляло 68 человек. Почтовый индекс — 75225. Телефонный код — 5538. Код КОАТУУ — 6525481502.

## Местный совет
75225, Херсонская обл., Чаплинский р-н, с. Крестовка, ул. Ленина, 34